# Переписский сельский совет
Переписский сельский совет (укр. Переписька сільська рада) — входит в состав Черниговского района (до 2020 года — Городнянского района) Черниговской области Украины.
Административный центр сельского совета находится в
с. Перепись.

## Населённые пункты совета
- с. Перепись
- с. Кусеи